# María Antonieta Gutiérrez
María Antonieta Gutiérrez venezuelai-mexikói írónő.

## Élete
María Antonieta Gutiérrez Venezuelában született. 1990-ben adaptálta a Pasionaria című sorozat történetét.  2000-ben az Angélica Pecado történetét adaptálta. 2003-ban Mexikóba költözött és megírta a Velo de novia forgatókönyvét. 2011-ben adaptálta az Una familia con suerte című sorozat történetét. 2014-ben A Macska című telenovella forgatókönyvírója lett.

## Munkái

### Adaptációk
- A Macska (La gata) (2014) Eredeti történet Inés Rodena és Carlos Romero
- Una familia con suerte (2011-2012) Eredeti történet Adriana Lorenzón  és Mario Schajris
- A szerelem tengere (Mar de amor) (2009-2010) Eredeti történet Delia Fiallo
- Árva angyal (Cuidado con el ángel) (2008) Eredeti történet Delia Fiallo
- El Amor No Tiene Precio (2005) Eredeti történet Inés Rodena és Caridad Bravo Adams
- Velo de novia (2003) Eredeti történet Caridad Bravo Adams
- Angélica Pecado (2000)Eredeti történet Martin Hahn
- Csábító napsugár (Sol de tentación) (1996)
- Dulce enemiga (1995) Eredeti történet Valentina Párraga
- Morena Clara (1993) Eredeti történet Juan Clemente
- Pasionaria (1990) Eredeti történet Vivel Nouel